# Elaphrosaurus
Elaphrosaurus (Elaphrosaurus bambergi, do latim "lagarto magro") foi um dinossauro onívoro e bípede que viveu durante a segunda metade do período Jurássico.
O Elaphrosaurus viveu na África e seus fósseis foram encontrados na Tanzânia, na famosa Formação Tendaguru, de onde foram coletados em expedições ocorridas entre os anos de 1909 e 1913. Sua nomeação oficial data de 1920.

## Descrição

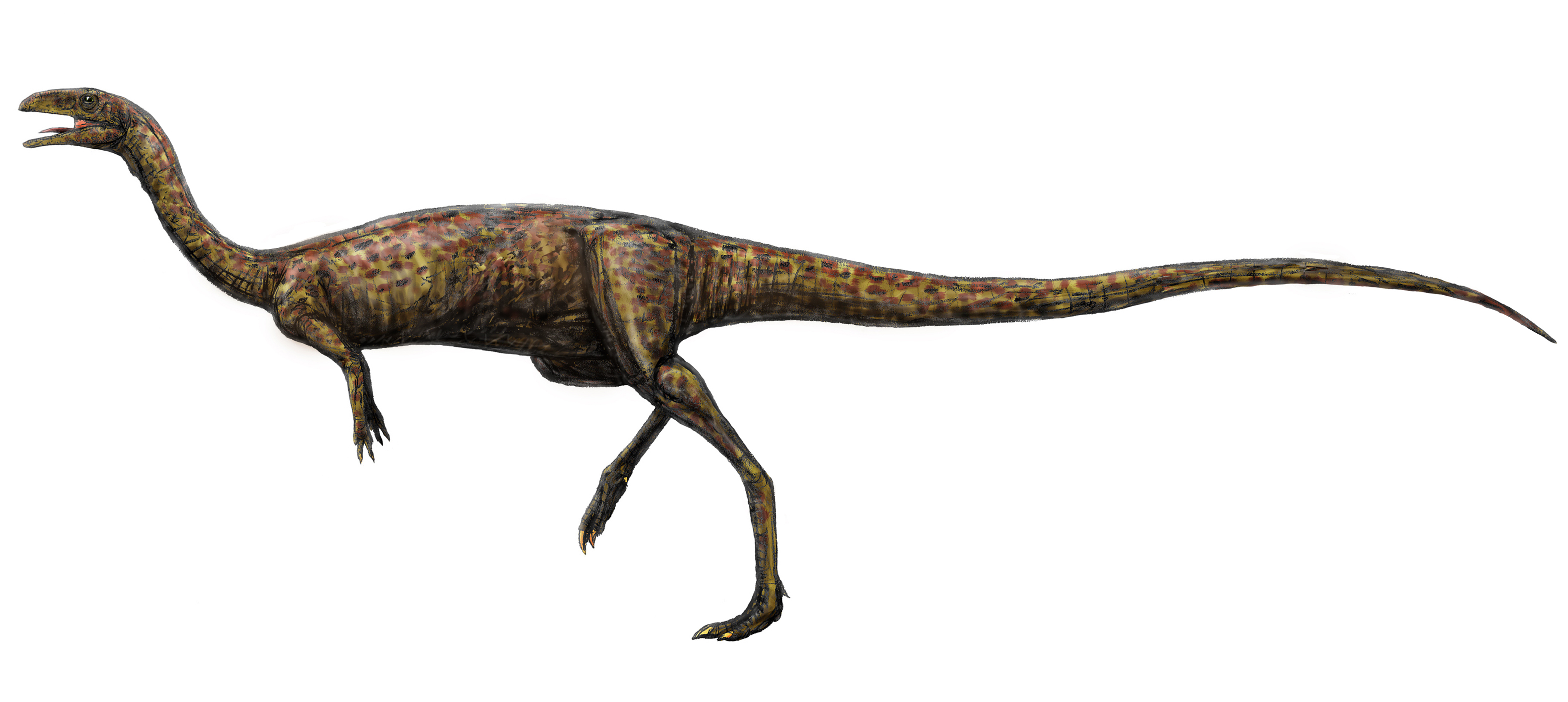
Representação artística de um Elaphrosaurus.

Por não possuir material craniano, alguns propuseram que ele tinha um crânio desdentado, semelhante a um avestruz. No entanto, é mais provável que seus dentes eram curtos, semelhantes os do Coelophysis, e seu crânio deveria ter sido longo. Ademais, existe dentes de lâmina pequenos achados na formação Tendaguru que possivelmente são do Elaphrosaurus. Seu fêmur tinha 529 milímetros de comprimento, sua altura até o quadril era 1,46 metros, seu comprimento era 6,2 metro e pesava 210 quilogramas.

## Paleobiologia
Como era de corpo leve e relativamente pequeno, em vez de caçar os grandes saurópodes e estegossauros, ele provavelmente optou por caçar pequenos e rápidos ornitópodes.

## Descoberta

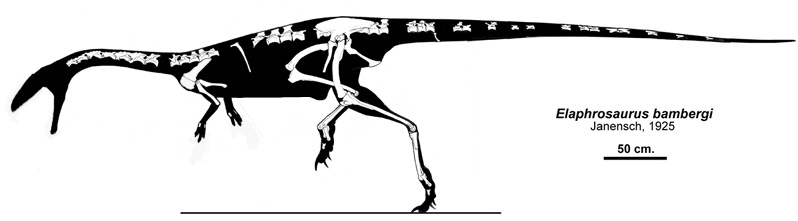
Restauração esquelética de elementos recuperados de 1920-1925

O espécime de tipo de Elaphrosaurus bambergi HMN Gr.S. 38-44 foi recuperado no membro do dinossauro médio da formação Tendaguru na Tanzânia. O espécime foi coletado por Werner Janensch, I. Salim, H. Reck e Parkinson em 1910,  areia clara em cinza, verde e vermelha, depositada durante o estágio Kimmeridgiano do período Jurássico, aproximadamente 157 a 152 milhões de anos atrás. Este espécime está alojado na coleção do Museu de História Natural de Berlim, Alemanha.

## Outras espécies
- Elaphrosaurus philtippettorum (espécie que viveu na América do Norte)